# Torflöcher am Galgenkamp
Das Naturschutzgebiet Torflöcher am Galgenkamp liegt auf dem Gebiet der Stadt Hörstel im Kreis Steinfurt in Nordrhein-Westfalen. Das Gebiet erstreckt sich südwestlich der Kernstadt Hörstel und westlich von Bevergern. Nördlich fließt der Dortmund-Ems-Kanal und verläuft die A 30, südlich verläuft die Landesstraße L 591. Westlich erstreckt sich das 6,45 ha große Naturschutzgebiet (NSG) Swattet Möörken und südlich das 8,15 ha große NSG Saltenwiese-Fernrodde.

## Bedeutung
Für Hörstel ist seit 1994 ein 8,81 ha großes Gebiet unter der Kenn-Nummer ST-101 als Naturschutzgebiet ausgewiesen. Das Gebiet wurde unter Schutz gestellt zur Erhaltung
- und Wiederherstellung von Lebensgemeinschaften und Lebensstätten wildlebender Pflanzen- und Tierarten, insbesondere der Stillgewässer mit Verlandungsvegetation und ihren darauf angewiesenen Pflanzen- und Tierarten, z. B. seltenen und gefährdeten Amphibienarten
- der Niedermoorflächen, insbesondere aus erdgeschichtlichen Gründen.